# رولز-رویس کورنیش (۲۰۰۰)
رولزرویس کورنیش (۲۰۰۰) (Rolls-Royce Corniche (۲۰۰۰)) خودرویی است که در سال‌های ۲۰۰۰ تا ۲۰۰۲ تولید شده‌است.
این خودرو در کلاس خودرو لوکس قرار گرفته و طراحی آن خودروهای موتور جلو-محور عقب بوده وزن آن در حالت طبیعی ۶٬۰۵۰ پوند (۲٬۷۴۴ کیلوگرم) است.